# Bastien és Bastienne
Bastien és Bastienne [basˈtjɛ̃ ... basˈtjɛn] (KV 50) Wolfgang Amadeus Mozart egyik legkorábbi daljátéka. A mű állítólag Franz Anton Mesmer bécsi orvos megbízásából keletkezett, sokkal valószínűbb azonban, hogy a szerző édesapja, Leopold adta fel fiának házi feladatul 1767/68 táján, amikor Mozart 12 éves volt. Az ősbemutatóra vagy a Bécs melletti Schwechat szabadtéri színpadán vagy Mesmer otthonában került sor 1768. december 7-én, az első bizonyított előadás pedig 1890. október 2-án volt a berlini Építészházban.
Ez az egyfelvonásos daljáték német nyelven íródott. Leopold Mozart operettként emlegette, a librettista Weiskern szerint ez egy francia Opéra comique. Ez a színházi műfaj akkoriban rendkívül divatos volt.
A librettó Friedrich Wilhelm Weiskern, Johann Heinrich Müller és Johann Andreas Schachtner írása. Nagyon hasonlít arra, amit Charles Simon Favart, Marie Justine Benoîte Favart és Harny de Guervilles Les amours de Bastien et Bastienne, címmel írt Jean-Jacques Rousseau egyfelvonásos, Le devin du village (A falusi jövendőmondó) című operájának paródiájaként.
Russeau naiv operájának vásári komédia jellegű paródiája kifigurázza a falusi jövendőmondó tanácsát, miszerint az elhagyott szerelmes lány addig-addig kosarazza ki bűnbánó udvarlóját, hogy az már az elviselhetetlenségig fokozódjon. A hidegvérű német változatból persze eltűnt a komikum. Az ártatlan, megható cselekmény a rokokó szellemét idézi, az egyszerűség és a természetesség igényét.

## Hangszerek
A zenekart két fuvola, két oboa, két fagott, két kürt és vonós hangszerek
alkotják.

## A cselekmény
Az első és egyetlen felvonásban Bastienne, a pásztorlány felkeresi Colast, a falusi jövendőmondót. A tanácsát kéri, mert attól tart, hogy Phyllis elszereti tőle kedvesét, Bastient. Colas azt tanácsolja neki, hogy viselkedjen mindig csak közönyösen.
Röviddel később Bastien elmegy a varázslóhoz és elmondja neki, hogy szerelmét, Bastiennet feleségül akarja kérni. A varázsló azt feleli neki, hogy a lány már másba szerelmes. Colas magához inti Bastiennet. Bastien féltékenységtől szenved, de Bastienne továbbra is közömbös vele szemben. Végül Bastien már majdnem öngyilkosságot követ el, ami végre meghatja szerelmét. Boldogan omlanak egymás karjába és megköszönik Colasnak, hogy összehozta őket.

## Diszkográfia
Dominik Orieschnig (Bastienne), Georg Nigl (Bastien), David Busch (Colas); Bécsi Szimfonikusok, vez.: Uwe Christian Harrer (1986) Philips 422 527-2 [A Philips Mozart-összkiadásában, fiúszopránokkal]

## Fordítás
- Ez a szócikk részben vagy egészben  a   Bastien et Bastienne című német Wikipédia-szócikk ezen változatának fordításán alapul.  Az eredeti cikk szerkesztőit annak laptörténete sorolja fel. Ez a jelzés csupán a megfogalmazás eredetét és a szerzői jogokat jelzi, nem szolgál a cikkben szereplő információk forrásmegjelöléseként.